# Nicolas Chédeville
Nicolas Chédeville (20 de febrero de 1705–6 de agosto de 1782) fue un compositor francés, tañedor y fabricante de oboes pícolos.

## Biografía
Nació en Serez, Eure; los músicos Pierre Chédeville (1694-1725) y Esprit Philippe Chédeville (1696-1782) eran sus hermanos. Louis Hotteterre fue su tío abuelo y padrino, y debió darle enseñanzas sobre música y cilindrado de instrumentos. Empezó a tocar el oboe y la musette (un instrumento similar a la gaita comúnmente usada en la música francesa barroca) en la orquesta de la Ópera de París en la década de 1720. Tras la muerte de Jean Hotteterre en 1732, tomó su puesto en Les Grands Hautbois, la banda real de oboes. Se retiró de la ópera en julio de 1748, aunque regresaba ocasionalmente para tocar la musette. Cuando rondaba los 70 años, se casó con la hermana pequeña de un ayuda de cámara que una vez trabajó para el Duque de Orleans, y seguía siendo intérprete de musette para el rey. En sus últimos años tuvo dificultades económicas. Sus diez casas tuvieron que ser cedidas a sus acreedores en 1774, así como aquellas que dio en separación de bienes para su mujer. Dejó el cargo en Les Grands Hautbois en 1777, demandado por bancarrota en 1778 u murió en París cuatro años más tarde. Los juristas todavía seguían tratando dejar cerrados sus asuntos en 1790.
La Borde lo denominó como "el intérprete de musette más célebre que Francia haya tenido jamás", aunque erróneamente sostenía la opinión de que había fallecido en 1780, dos años antes de que viera su fin. Él enseñó musette a la princesa Victoria de Francia desde 1750 y se convirtió en un profesor popular entre la aristocracia, finalmente obtuvo el título de maître de musette de Mesdames de France (maestro de musette de las señoras francesas). Fue también un fabricante de musettes y logró extender la tesitura en la parte baja hasta el do 3.

## Obras
Sus composiciones iban dirigidas al entretenimiento y el placer de acaudalados músicos aficionados: la aristocracia francesa de la época les gustaba entretenerse tocando instrumentos rústicos mientras vivían una romántica fantasía de la vida campesina (tras la Revolución francesa presentarían una perspectiva más bien diferente).
Sus primeras obras publicadas fueron colecciones de piezas para musette o zanfona, tituladas Amusements champêtres (diversiones campestres), publicada en diciembre de 1729. Llamado a sí mismo 'Chedeville le jeune', y en próximas composiciones se refiriría a sí mismo como 'Chedeville le cadet'. Tras esta, compuso otra colección de Amusements champêtres mucho más avanzadas técnicamente y con más sustancia musical. Alguna variedad se puede encontrar en su op.6, con piezas que llevan el nombre de batallas y expresan imágenes bélicas; inspiradas por la campaña militar a la que fue con el Príncipe de Conti. Adoptó por poco tiempo un estilo compositivo más serio influido por la música italiana como puede observarse en su op.7, la única colección escrita específicamente para flauta, oboe o violín.

### Suplantando a Vivaldi
En 1737 mantuvo un acuerdo secreto con Jean-Noël Marchand para publicar un colección propia como la obra Il pastor fido, op. 13, de Antonio Vivaldi. Chédeville proporcionó el dinero y recibió los beneficios, todo esto atestiguado en una acta notarial de Marchand en 1749. Esto parece ser un intento para darle a su instrumento, la musette, el respaldo de un gran compositor del cual carecía.
Su interés en la música italiana dieron lugar a que, en agosto de 1739, recibiera el privilegio de publicar arreglos para la musette, zanfona o flauta de los conciertos de diez compositores italianos determinados, junto con los de Johann Joachim Quantz y Mahaut. Le printems, ou Les saisons amusantes (1739) es particularmente un interesante resultado de tal privilegio; es un arreglo de Las cuatro estaciones de Vivaldi para zanfona o musette, violín y flauta (aunque el término francés para flauta también puede referirse a la flauta dulce). Además reemplazó el Verano, original de Vivaldi, por su concierto n.º 9, op.8, transferido al movimiento intermedio del Invierno al Otoño, y sustituyó el Invierno op.8 no.12. Todo esto tuvo un arreglo bastante libre y combinado con algún material vivaldiano por Chédeville.

## Composiciones
Publicadas en París. Todas las obras para solo están acompañadas de bajo continuo. '/' indica instrumentación alternativa.

### Obras
- Op.[1]: Amusements champêtres, livre 1.er (1729); para 1 y 2 musettes/zanfonas.
- Op.[2]: Amusements champêtres, livre 2e (1731); para 1 y 2 musettes/zanfonas/flautas/oboes.
- Op.[3]: Troisième livre d'amusements champêtres (1733); para musette/zanfona/flauta/oboe/violín.
- Op.4: Les danses amuzantes mellées de vaudeville (1733); para 2 musettes/zanfonas/flautas/oboes/violín.
- Op.5: Sonates amusantes (1734); para 1 y 2 musettes/zanfonas/flautas/oboes/violín.
- Op.6: Amusemens de Bellone, ou Les plaisirs de Mars (1736); para 1 y 2 musettes/zanfonas/flautas/oboes.
- Op.7: 6 sonates (1739); para flauta/oboe/violín.
- Op.8: Les galanteries amusantes (1739); para 2 musettes/zanfonas/flautas/violins.
- Op.9: Les Deffis, ou L'étude amusante; para musette/zanfona.
- Op.10: Les idées françoises, ou Les délices de Chambray (1750); para 2 musettes/zanfonas/flautas/oboes/violins.
- Op.11: perdida.
- Op.12: Les impromptus de Fontainebleau (1750); para 2 musettes/zanfonas/violines/pardessus de viole/flautas/oboes.
- Op.13: perdida.
- Op.14: Les variations amusantes: pièces de différents auteurs ornés d'agrémens (includes variations on Les folies d'Espagne); para 2 musettes/zanfonas/pardessus de viole/flautas/oboes.

### Arreglos y otras obras
- Il pastor fido, sonates... del sigr Antonio Vivaldi [por Nicolas Chédeville] (1737); para musette/zanfona/flauta/oboe/violín.
- LE PRINTEMS / ou / LES SAISONS / AMUSANTES / concertos / DANTONIO VIVALDY / Mis pour les Musettes et Vielles / avec accompagnement de Violon / Fluste et Basse continue. / PAR MR CHEDEVILLE LE CADET / Hautbois De la Chambre du Roy / et Muſette ordinaire De l'Academie Royalle / De Muſique. Opera ottava. [arreglo de Las cuatro estaciones de Vivaldi por Nicolas Chédeville] (1739); para musette/zanfona, violín, flauta, y continuo.
- La feste d'Iphise [arrangement of airs from Montéclair's Jephté] (1742); para 2 musettes/zanfonas.
- Les pantomimes italiennes dansées à l'Académie royale de musique (1742); para 1 y 2 musettes/zanfonas/flautas/oboes.
- Nouveaux menuets champêtres; para musette/zanfona/violín/flauta/oboe.
- [Dall']Abaco, op.4, arreglo para musette/zanfona/flauta/oboe.
- La feste de Cleopatre (1751); para 2 musettes/zanfonas.